# アラン分散

ある時計をリファレンスの時計と比較するとする。リファレンスの時計がτ進む間に、時計がyτ進むとする。ここでyは時計の相対的な周波数の平均値である。図のように、二つの連続した期間の測定をすることで、(y − y′)^{2}が得られる。この値が小さいほどこの時計が安定である。これを繰り返し、(y − y′)^{2}の平均値を得ると、それが平均化時間τのアラン分散の2倍となる。

アラン分散（Allan variance）は、時計、発振器、アンプにおける周波数安定度を表す指標である。名前はDavid W. Allanに由来し、数学的には{\displaystyle \sigma _{y}^{2}(\tau )} と表される。
アラン偏差（Allan deviation）は、アラン分散の平方根である{\displaystyle \sigma _{y}(\tau )} である。
アラン分散は統計的な安定度を推定するためのものであり、周波数ドリフトなどの系統的な誤差を推定するものではない。また、アラン分散には、修正アラン分散をはじめとするいくつかの派生形がある。

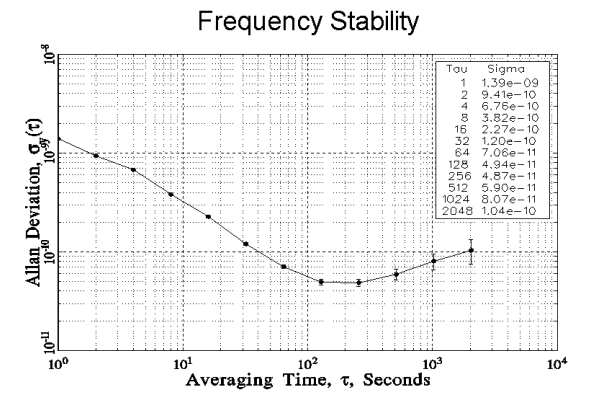
時計のアラン偏差の例。平均化時間τが小さい時は、τが増えるにつれてノイズがならされ、アラン偏差が減少している。さらにτを増加させると、アラン偏差は増加に転じる。これは時計の周波数がドリフトしていることを示している。

## 背景
水晶発振器や原子時計の安定性が調べられていた頃、位相ノイズにはホワイトノイズのみならず、フリッカー周波数ノイズも存在しているとわかった。これらのノイズの形は、推定値が収束しないため、標準偏差などの伝統的な統計ツールでは扱いが難しい。安定性を分析する初期の取り組みは、理論的な分析と実用的な測定の両方から行われた。
この問題を解決するため、David AllanはM-サンプル分散を導入し、間接的にアラン分散（2-サンプル分散）を導入した。アラン分散では、全ての種類のノイズを見分けることはできないが、有意義な情報が得られる。IEEEはのちに、M-サンプル分散よりもアラン分散（2-サンプル分散）の方が望ましいとみなした。

## 定義

### 振動と位相ノイズ
振動は以下の式で表される。
{\displaystyle V(t)=V_{0}\sin(\Phi (t)).}
位相は以下のように表される。
{\displaystyle \Phi (t)=\omega _{\text{n}}t+\varphi (t)=2\pi \nu _{\text{n}}t+\varphi (t).}
{\displaystyle \nu _{\text{n}}}は基準となる周波数を表し、{\displaystyle \varphi (t)}は位相ノイズを表す。

### 周波数
瞬間的な周波数は、位相の時間微分で表される。
{\displaystyle \nu (t)={\frac {1}{2\pi }}{\frac {d\Phi (t)}{dt}}.}

### 規格化された周波数偏差
瞬間的な周波数の、基準となる周波数からの偏差を規格化して、以下の量を定義する。
{\displaystyle y(t)={\frac {\nu (t)-\nu _{\text{n}}}{\nu _{\text{n}}}}={\frac {\nu (t)}{\nu _{\text{n}}}}-1.}

### 規格化された周波数偏差の時間平均
規格化された周波数偏差の時間平均は以下のように定義される。
{\displaystyle {\bar {y}}(t,\tau )={\frac {1}{\tau }}\int _{0}^{\tau }y(t+t_{v})\,dt_{v},}
ここでτは平均化時間を表す。

### アラン分散
n番目の周波数偏差を以下のように表すとする。
{\displaystyle {\bar {y}}_{n}={\bar {y}}(n\tau ,\tau )}
アラン分散は以下のように定義される。
{\displaystyle \sigma _{y}^{2}(\tau )={\frac {1}{2}}\left\langle \left({\bar {y}}_{n+1}-{\bar {y}}_{n}\right)^{2}\right\rangle }
ただし、{\displaystyle \langle \dotsm \rangle }は期待値を表す。

### アラン偏差
標準偏差と分散の関係と同様に、アラン偏差はアラン分散の平方根として定義される。
{\displaystyle \sigma _{y}(\tau )={\sqrt {\sigma _{y}^{2}(\tau )}}.}

## べき乗ノイズ
アラン分散は、さまざまなべき乗ノイズを見分けることができる。
| 変調の種類                 | パワースペクトル密度（位相ノイズ） {\displaystyle S_{x}(f)} | パワースペクトル密度（周波数ノイズ） {\displaystyle S_{y}(f)} | アラン分散 {\displaystyle \sigma _{y}^{2}(\tau )}                                         |
| -------------------------- | ----------------------------------------------------------- | ------------------------------------------------------------- | ----------------------------------------------------------------------------------------- |
| 白色位相変調               | {\displaystyle {\frac {1}{(2\pi )^{2}}}h_{2}f^{0}}          | {\displaystyle h_{2}f^{2}}                                    | {\displaystyle {\frac {3f_{H}}{4\pi ^{2}}}h_{2}\tau ^{-2}}                                |
| フリッカー位相変調         | {\displaystyle {\frac {1}{(2\pi )^{2}}}h_{1}f^{-1}}         | {\displaystyle h_{1}f^{1}}                                    | {\displaystyle {\frac {3[\gamma +\ln(2\pi f_{H}\tau )]-\ln 2}{4\pi ^{2}}}h_{1}\tau ^{-2}} |
| 白色周波数変調             | {\displaystyle {\frac {1}{(2\pi )^{2}}}h_{0}f^{-2}}         | {\displaystyle h_{0}f^{0}}                                    | {\displaystyle {\frac {1}{2}}h_{0}\tau ^{-1}}                                             |
| フリッカー周波数変調       | {\displaystyle {\frac {1}{(2\pi )^{2}}}h_{-1}f^{-3}}        | {\displaystyle h_{-1}f^{-1}}                                  | {\displaystyle 2\ln(2)h_{-1}\tau ^{0}}                                                    |
| ランダムウォーク周波数変調 | {\displaystyle {\frac {1}{(2\pi )^{2}}}h_{-2}f^{-4}}        | {\displaystyle h_{-2}f^{-2}}                                  | {\displaystyle {\frac {2\pi ^{2}}{3}}h_{-2}\tau ^{1}}                                     |

アラン分散は、白色位相ノイズとフリッカー位相ノイズを見分けることができない。一方で、修正アラン分散ではこれらを見分けることができる。

## 線形応答
アラン分散は、位相や周波数に乗るノイズを見分けるためのものである。一方で、位相や周波数の線形な変化に対して依存性を示すことがある。
| Linear effect        | 時間応答                            | 周波数応答            | アラン分散                                  |
| -------------------- | ----------------------------------- | --------------------- | ------------------------------------------- |
| 位相のオフセット     | {\displaystyle x_{0}}               | {\displaystyle 0}     | {\displaystyle 0}                           |
| 周波数のオフセット   | {\displaystyle y_{0}t}              | {\displaystyle y_{0}} | {\displaystyle 0}                           |
| 周波数の線形ドリフト | {\displaystyle {\frac {Dt^{2}}{2}}} | {\displaystyle Dt}    | {\displaystyle {\frac {D^{2}\tau ^{2}}{2}}} |
上の表より、アラン分散は、位相や周波数に定数のオフセットがついても変化しないが、周波数が線形に変化すると影響を受ける。